# Olympische Sommerspiele 2024/Kanu – Vierer-Kajak 500 m (Männer)
Das Kanu-Rennen der Männer mit dem Vierer-Kajak über 500 m bei den Olympischen Spielen 2024 in Paris fand vom 6. bis 8. August 2024 statt. Schauplatz der Wettkämpfe war die Regattastrecke Stade nautique de Vaires-sur-Marne im Ort Vaires-sur-Marne, östlich des Großraums Paris. Titelverteidiger waren die Deutschen, die in Tokio in der Besetzung Max Rendschmidt, Ronald Rauhe, Tom Liebscher-Lucz, Max Lemke Gold gewannen. Der deutsche Vierer konnten erneut die Goldmedaille gewinnen. Ronald Rauhe, der seine Karriere beendet hatte, wurde durch Jacob Schopf ersetzt.

## Titelträger
| Olympische Spiele 2020       | Deutschland                    | 1:22,219 min | Tokio             |
| Weltmeisterschaften 2023     | Deutschland                    | 1:19,183 min | Duisburg          |
| Afrikameisterschaften 2024   | nicht ausgetragen              |              | Abuja             |
| Panamerikanische Spiele 2023 | Argentinien                    | 1:20,80 min  | Santiago de Chile |
| Asienspiele 2022             | China                          | 1:23,859 min | Hangzhou          |
| Europameisterschaften 2024   | Individuelle Neutrale Athleten | 1:21,727 min | Szeged            |
| Ozeanienmeisterschaften 2024 | Australien                     | 1:19,67 min  | Sydney            |

## Qualifikation
Die Qualifikation erfolgte ausschließlich über die Weltmeisterschaften 2023. Die besten zehn Nationen erhielten einen Startplatz für den olympischen Wettbewerb in Paris.

## Vorläufe
Dienstag, 6. August 2024

### Vorlauf 1
| Rang | Bahn | Nation   | Athleten                                                                | Zeit (min) | Qualifikation |
| ---- | ---- | -------- | ----------------------------------------------------------------------- | ---------- | ------------- |
| 1    | 3    | Serbien  | Anđelo Džombeta Marko Novaković Vladimir Torubarov Marko Dragosavljević | 1:20,99    | Halbfinale    |
| 2    | 5    | Ungarn   | Bence Nádas Kolos Csizmadia István Kuli Sándor Tótka                    | 1:21,18    | Halbfinale    |
| 3    | 7    | Litauen  | Simonas Maldonis Mindaugas Maldonis Ignas Navakauskas Artūras Seja      | 1:21,51    | Viertelfinale |
| 4    | 6    | Ukraine  | Oleh Kucharyk Dmytro Danylenko Ihor Trunow Iwan Semykin                 | 1:21,55    | Viertelfinale |
| 5    | 2    | Kanada   | Nicholas Matveev Pierre-Luc Poulin Laurent Lavigne Simon McTavish       | 1:22,84    | Viertelfinale |
| 6    | 4    | Dänemark | Victor Gairy Aasmul Lasse Bro Madsen Morten Gravesen Magnus Sibbersen   | 1:22,98    | Viertelfinale |

### Vorlauf 2
| Rang | Bahn | Nation      | Athleten                                                                | Zeit (min) | Qualifikation  |
| ---- | ---- | ----------- | ----------------------------------------------------------------------- | ---------- | -------------- |
| 1    | 5    | Deutschland | Max Rendschmidt Max Lemke Jacob Schopf Tom Liebscher-Lucz               | 1:20,51    | Halbfinale, OB |
| 2    | 4    | Spanien     | Saúl Craviotto Carlos Arévalo Marcus Cooper Rodrigo Germade             | 1:20,60    | Halbfinale     |
| 3    | 3    | Australien  | Riley Fitzsimmons Pierre van der Westhuyzen Jackson Collins Noah Havard | 1:22,28    | Viertelfinale  |
| 4    | 7    | Neuseeland  | Max Brown Grant Clancy Kurtis Imrie Hamish Legarth                      | 1:23,26    | Viertelfinale  |
| 5    | 6    | China       | Bu Tingkai Wang Congkang Zhang Dong Dong Yi                             | 1:25,00    | Viertelfinale  |

## Viertelfinale
Dienstag, 6. August 2024
| Rang | Bahn | Nation     | Athleten                                                                | Zeit (min) | Qualifikation  |
| ---- | ---- | ---------- | ----------------------------------------------------------------------- | ---------- | -------------- |
| 1    | 2    | Australien | Riley Fitzsimmons Pierre van der Westhuyzen Jackson Collins Noah Havard | 1:19,39    | Halbfinale, OB |
| 2    | 5    | Neuseeland | Max Brown Grant Clancy Kurtis Imrie Hamish Legarth                      | 1:20,56    | Halbfinale     |
| 3    | 3    | Dänemark   | Victor Gairy Aasmul Lasse Bro Madsen Morten Gravesen Magnus Sibbersen   | 1:20,56    | Halbfinale     |
| 4    | 7    | Kanada     | Nicholas Matveev Pierre-Luc Poulin Laurent Lavigne Simon McTavish       | 1:20,65    | Halbfinale     |
| 5    | 4    | Ukraine    | Oleh Kucharyk Dmytro Danylenko Ihor Trunow Iwan Semykin                 | 1:20,94    | Halbfinale     |
| 6    | 6    | Litauen    | Simonas Maldonis Mindaugas Maldonis Ignas Navakauskas Artūras Seja      | 1:21,09    | Halbfinale     |
| 7    | 1    | China      | Bu Tingkai Wang Congkang Zhang Dong Dong Yi                             | 1:21,31    |                |

## Halbfinale
Donnerstag, 8. August 2024
| Rang | Bahn | Nation     | Athleten                                                                | Zeit (min) | Qualifikation |
| ---- | ---- | ---------- | ----------------------------------------------------------------------- | ---------- | ------------- |
| 1    | 3    | Australien | Riley Fitzsimmons Pierre van der Westhuyzen Jackson Collins Noah Havard | 1:19,22    | A-Finale, OB  |
| 2    | 5    | Serbien    | Anđelo Džombeta Marko Novaković Vladimir Torubarov Marko Dragosavljević | 1:19,91    | A-Finale      |
| 3    | 4    | Spanien    | Saúl Craviotto Carlos Arévalo Marcus Cooper Rodrigo Germade             | 1:19,98    | A-Finale      |
| 4    | 2    | Ukraine    | Oleh Kucharyk Dmytro Danylenko Ihor Trunow Iwan Semykin                 | 1:20,67    | A-Finale      |
| 5    | 6    | Kanada     | Nicholas Matveev Pierre-Luc Poulin Laurent Lavigne Simon McTavish       | 1:20,70    |               |

| Rang | Bahn | Nation      | Athleten                                                              | Zeit (min) | Qualifikation |
| ---- | ---- | ----------- | --------------------------------------------------------------------- | ---------- | ------------- |
| 1    | 5    | Deutschland | Max Rendschmidt Max Lemke Jacob Schopf Tom Liebscher-Lucz             | 1:20,57    | A-Finale      |
| 2    | 4    | Ungarn      | Bence Nádas Kolos Csizmadia István Kuli Sándor Tótka                  | 1:21,07    | A-Finale      |
| 3    | 2    | Litauen     | Simonas Maldonis Mindaugas Maldonis Ignas Navakauskas Artūras Seja    | 1:21,27    | A-Finale      |
| 4    | 3    | Neuseeland  | Max Brown Grant Clancy Kurtis Imrie Hamish Legarth                    | 1:21,73    | A-Finale      |
| 5    | 6    | Dänemark    | Victor Gairy Aasmul Lasse Bro Madsen Morten Gravesen Magnus Sibbersen | 1:21,88    |               |

## Finale
Donnerstag, 8. August 2024

### A-Finale
Anmerkung: zur Ermittlung der Plätze 1 bis 8
| Rang | Bahn | Nation      | Athleten                                                                | Zeit (min) |
| ---- | ---- | ----------- | ----------------------------------------------------------------------- | ---------- |
| 1    | 4    | Deutschland | Max Rendschmidt Max Lemke Jacob Schopf Tom Liebscher-Lucz               | 1:19,80    |
| 2    | 5    | Australien  | Riley Fitzsimmons Pierre van der Westhuyzen Jackson Collins Noah Havard | 1:19,84    |
| 3    | 7    | Spanien     | Saúl Craviotto Carlos Arévalo Marcus Cooper Rodrigo Germade             | 1:20,05    |
| 4    | 1    | Ukraine     | Oleh Kucharyk Dmytro Danylenko Ihor Trunow Iwan Semykin                 | 1:21,01    |
| 5    | 2    | Litauen     | Simonas Maldonis Mindaugas Maldonis Ignas Navakauskas Artūras Seja      | 1:21,13    |
| 6    | 3    | Serbien     | Anđelo Džombeta Marko Novaković Vladimir Torubarov Marko Dragosavljević | 1:21,52    |
| 7    | 6    | Ungarn      | Bence Nádas Kolos Csizmadia István Kuli Sándor Tótka                    | 1:21,99    |
| 8    | 8    | Neuseeland  | Max Brown Grant Clancy Kurtis Imrie Hamish Legarth                      | 1:22,19    |

weitere Endplatzierungen ohne Finalteilnahme:
| Rang | Nation   | Athleten                                                              |
| ---- | -------- | --------------------------------------------------------------------- |
| 9    | Kanada   | Nicholas Matveev Pierre-Luc Poulin Laurent Lavigne Simon McTavish     |
| 10   | Dänemark | Victor Gairy Aasmul Lasse Bro Madsen Morten Gravesen Magnus Sibbersen |
| 11   | China    | Bu Tingkai Wang Congkang Zhang Dong Dong Yi                           |